# Салифу, Мустафа
Мустафа́ Салифу́ (фр. Moustapha Salifou; 1 июня 1983, Ломе, Того) — тоголезский футболист, полузащитник клуба «Петролспор» из Мюнхена. Выступал в сборной Того.

## Карьера
Начал свою карьеру в Того в клубе «Мерлан». В дальнейшем играл в Европе — в немецком «Рот-Вайссе», французском «Бресте» и швейцарском «Виле». В августе 2007 перешёл в английскую «Астон Виллу», но разрешение на работу получил только в сентябре. За 4 года игрок провёл всего 4 матча в Премьер-лиге. 27 мая 2011 было объявлено, что игрок покидает «Астон Виллу».

### В сборной
За сборную Того Салифу сыграл 51 матч, забил 6 мячей. Участвовал в чемпионате мира 2006 года, где выходил на поле в 3 матчах.
8 января 2010 года находился в автобусе, который попал под обстрел, но не пострадал.